# Patrick Ortlieb
Patrick Ortlieb (n. 17 mai 1967, Bregenz, Vorarlberg, Austria) este un politician austriac, medaliat olimpic. A participat la 2 ediții ale Jocurilor Olimpice (1992, 1994) în care a câștigat o medalie de aur.